# Eleição papal de 1264–1265

Brasão papal de Sua Santidade o Papa Clemente IV

A eleição papal ocorrida entre 12 de outubro de 1264 a 5 de fevereiro de 1265 resultou na eleição do cardeal Guy Foulques como Papa Clemente IV depois da morte do Papa Urbano IV. Esta foi uma das poucas vezes em que o eleito estava in absentia.

## A morte de Urbano IV
O Papa Urbano IV morreu em 2 de outubro de 1264 em Perúgia. Como Papa nunca visitou Roma, porque sendo um francês não gozava de popularidade entre os habitantes da Cidade Eterna. Durante seu pontificado, procurou eliminar o poder dos Hohenstaufen no Reino da Sicília e substituí-los com outra dinastia. Para isso, entrou em uma aliança com o rei da França Luís IX, oferecendo a coroa siciliana a seu irmão mais novo Carlos de Anjou. Em 1264, o rei da Sicília, Manfred Hohenstaufen manteve-se na Itália, no entanto, era muito forte, e seus adversários pró-papado (guelfos) manteve-se em um forte defensiva.

## Sacro Colégio
A eleição contou com a participação de dezoito dos vinte e um cardeais (incluindo onze italianos, cinco franceses, um inglês e em húngaro).

### Cardeais presentes
GIX = nomeado cardeal pelo Papa Gregório IX
IIV = nomeado cardeal pelo Papa Inocêncio IV
CIV = nomeado cardeal pelo Papa Clemente IV
1. Eudes de Châteauroux, Decano do colégio cardinalício. (IIV)
2. István Báncsa (IIV)
3. Raoul Grosparmi (UIV)
4. João de Toledo, O.Cist. (IIV)
5. Enrico Bartolomei de Susa (UIV)
6. Anchier Pantaléon de Troyes (UIV)
7. Guillaume de Bray (UIV)
8. Guy de Bourgogne, O.Cist. (UIV)
9. Annibale Annibaldi, O.P. (UIV)
10. Riccardo Annibaldi, protodiácono (GIX)
11. Ottaviano Ubaldini (IIV)
12. Giovanni Gaetano Orsini, inquisidor (futuro Papa Nicolau III) (IIV)
13. Ottobono Fieschi dei Conti di Lavagna (futuro Papa Adriano V) (IIV)
14. Giacomo Savelli (futuro Papa Honório IV) (UIV)
15. Goffredo da Alatri  (UIV)
16. Uberto Coconati (UIV)
17. Giordano Pironti (UIV)
18. Matteo Orsini Rosso (UIV)

### Cardeais ausentes
Três cardeais nomeados por Urbano IV (dois franceses e um italiano):
1. Guy Foulques, Penitenciário-mór e legado papal na Inglaterra e Irlanda (eleito com o nome Clemente IV). (UIV)
2. Simone Paltineri, cardeal-protopresbítero, legado papal na Marca de Ancona e Spoleto (UIV)
3. Simon de Brion, legado papal na França (futuro Papa Martinho IV) (UIV)

## Conclave

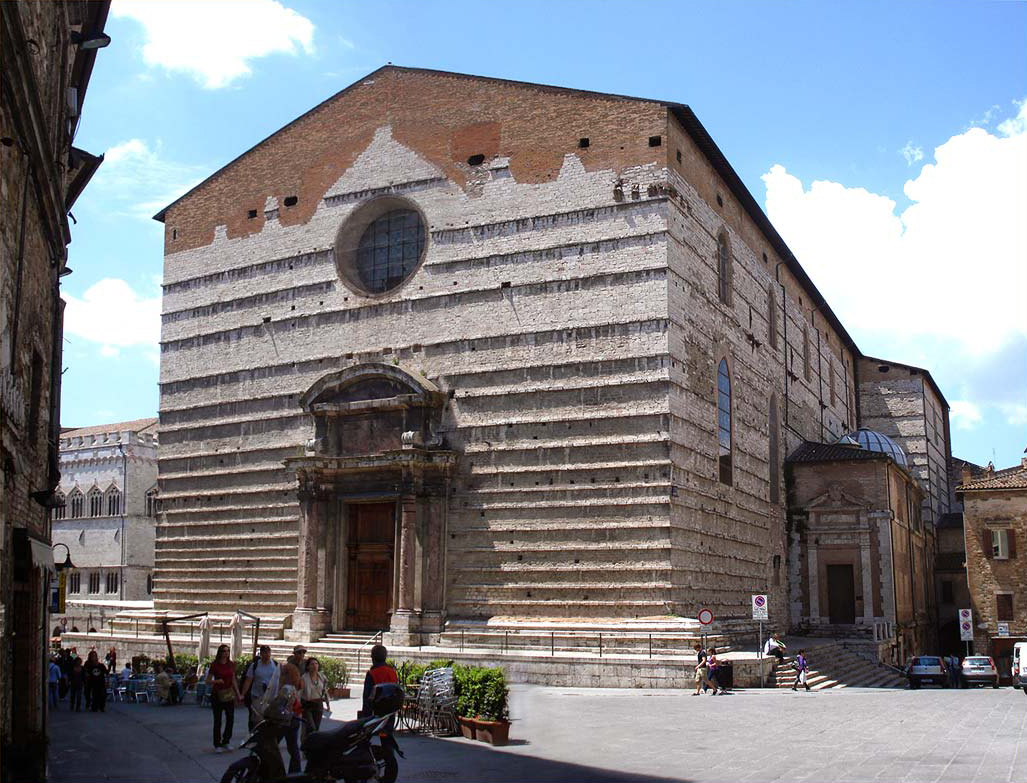
Catedral de Perúgia, local da eleição.

Dezoito cardeais reuniram-se em Perúgia em 12 de outubro de 1264. Parte dos eleitores apoiavam a continuação das políticas de Urbano IV e uma convocação à Itália de Carlos de Anjou (facção pró-francesa), enquanto outro grupo de eleitores apoiavam a busca de outras formas de garantir a independência da Santa Sé (facção pró-italiana). Essa disputa feroz e infrutífera durou quase quatro meses, o que levou as autoridades de Perúgia a tomarem medidas mais duras, a fim de forçar os eleitores a tomarem uma decisão. Como é evidente a partir da carta do Cardeal Fieschi ao ausente Cardeal Paltineri em janeiro de 1265, os cardeais foram forçosamente confinados em uma reunião na Catedral. Estas medidas deram resultado e, em 5 de fevereiro de 1265, a decisão foi tomada em processo de seleção por compromissum, isto é, por delegação para uma comissão, e não todo o Sacro Colégio. Mais tarde naquele dia eles escolheram o ausente Cardeal Guy Foulques, cardeal-bispo de Sabina. O fato de que Foulques era francês e submisso a Carlos de Anjou, indica que faria parte da facção pró-francesa. A notícia do veredito dos cardeais o encontraram viajando de volta da Inglaterra, onde viveu como um legado papal. Ele aceitou a escolha e tomou o nome de 'Clemente IV. Devido à atitude hostil dos habitantes de Roma, frente ao "estrangeiro " no trono de São Pedro, a cerimônia de coroação foi realizada em Viterbo. Enquanto Papa, Clemente IV nunca visitou Roma.